# Корней Чуковский (книга)
«Корней Чуковский» (2006) — книга Ирины Лукьяновой, биография Корнея Чуковского, выпущенная в серии «Жизнь замечательных людей». Вызвала множество как положительных, так и отрицательных критических отзывов.

## Содержание
Книга разделена на четыре части. Первая часть «Провинциал» (четыре главы) посвящена родителям Чуковского, его жизни в Одессе и в Петербурге, занятиям журналистикой и литературной критикой. Вторая часть «Просветитель» (три главы) рассказывает о революционных годах и первом десятилетии большевистской власти, когда Чуковский работал в издательстве «Всемирная литература», писал детские сказки. Вторая часть завершается смертью младшей дочери Марии (Муры) в 1931 году. Третья часть «Подозрительный» (две главы) охватывает сталинскую эпоху. В это время Чуковский приобретает репутацию классика детской литературы, его семью касаются репрессии и война. Завершается эта часть смертью жены в 1955 году. Последняя часть «Патриарх» (две главы) рассказывает о временах «оттепели», когда Чуковский получает признание не только в СССР, но и в мире.

## История создания и публикации
По признанию Ирины Лукьяновой, она любила Чуковского с самого детства и выбрала для учёбы филологический факультет в том числе под влиянием книги «Живой как жизнь». Этому писателю посвящена дипломная работа Лукьяновой, написанная под руководством Натальи Соболевской. Соболевская названа в послесловии к книге среди тех, кого автор благодарит за помощь. Других работ о Чуковском у Лукьяновой нет.
На вопрос о том, кому принадлежала инициатива написать биографию Чуковского — автору или издательству, — главный редактор «Молодой гвардии» Андрей Петров ответил, что это было «встречное движение». По его же словам, издательство в один день подписало два договора: с Лукьяновой и с её мужем Дмитрием Быковым — автором биографии Бориса Пастернака. Дмитрий Быков, как указано в послесловии к книге Лукьяновой, помог в написании главки о Некрасове в шестой главе. Чуковский «подружил» Лукьянову с Некрасовым, которого она до этого недолюбливала. При работе над книгой Лукьянова пользовалась только опубликованными материалами, не проводя архивных изысканий. Она общалась с внучкой своего героя, Еленой Цезаревной Чуковской и учитывала её замечания.
Биография вышла в 2006 году и, подоспев к 125-летию Чуковского, встала в один ряд с другими изданиями: дневником Чуковского в трёх томах и авторской версией альманаха «Чукоккала». В 2007 году вышло второе, дополненное и исправленное издание.

## Критика
Книга Лукьяновой стала второй (после книги Мирона Петровского) биографией Чуковского. Оценки критиков разнятся от крайне положительных до крайне отрицательных. Для примера можно привести мнения двух людей, которые профессионально связаны с изучением жизни и творчества Чуковского. Павел Крючков, сотрудник Дома-музея Чуковского в Переделкине считает, что для написания такой биографии нужно быть смелым человеком, и признаётся, что сам бы не взялся за эту работу. Филолог-чуковед Евгения Иванова утверждает, что книга Лукьяновой — «не биография, а подробный конспект дневника Чуковского».
Многие критики отметили огромный, почти тысячестраничный объём книги. Автора хвалили за то, что её книга легко читается. В то же время были замечены многословие и повторы, отсутствие редакторской и корректорской правки.
Хотя утверждается, что Лукьянова прочитала о своём герое всё, критик Михаил Золотоносов упрекает её за пренебрежение некоторыми источниками (например, мемуарами Клары Лозовской — секретаря писателя) и за неспособность различить игровую, цитатную природу текстов Чуковского. Евг. Иванова считает, что Лукьянова не умеет работать с источниками. Историк Алексей Тепляков находит в книге немногочисленные фактические ошибки.
Лукьянова всегда защищает Чуковского, он становится для неё «этическим ориентиром». Это вызвало обвинение в идеализации образа Чуковского. В книге разоблачаются некоторые мифы, связанные с Чуковским, автор касается «неудобной» еврейской темы.
Отдельного упоминания в рецензиях заслужили «семейные отношения автора биографии К. Ч. и автора биографии Пастернака в той же серии», то есть Дмитрия Быкова. Критики пишут об объёме книги: «перепастерначившая „Пастернака“», «толстая, как Дмитрий Быков». Евг. Иванова в журнале «Новое литературное обозрение» пыталась доказать, что Быков был соавтором не только главки о Некрасове, но и всей книги. Это вызвало резкие возражения обоих супругов в том же журнале. Для историка литературы Абрама Рейтблата развязавшаяся полемика стала поводом порассуждать об отличии научного, литературоведческого исследования от биографии, которую он относит к области литературы.